# Такахама (Фукуй)

35°29′25″ пн. ш. 135°33′4″ сх. д. / 35.49028° пн. ш. 135.55111° сх. д.
Такаха́ма (яп. 高浜町, たかはまちょう, МФА: [mʲihama t͡ɕoː]) — містечко в Японії, в повіті Ой префектури Фукуй. Станом на 1 червня 2009 площа містечка становила 72,15 км². Станом на 1 липня 2011 населення містечка становило 10 938 осіб.